# Kollegianter
Kollegianter var beteckningen på religiösa grupper som uppstod efter synoden i Dordrecht i 1600-talets Holland.
Man hade sitt centrum i Rijnsburg och motsatte sig alla samfundsstrukturer, kyrkobildningar och avlönade präster.
Kollegianterna samlade sig istället i "kollegier", där alla fick utlägga Bibeln.
Galenus Abrahamsz de Haan var en predikant i Amsterdam som var verksam inom rörelsen.
Man praktiserade troendedop genom framstupa nedsänkning.